# 龍珠超
《龍珠超》（日语：ドラゴンボール超）是由原作鸟山明親自參與原案的製作，《七龍珠》推出的電視動畫節目，也是繼《七龍珠GT》於1997年完結的18年後推出的全新七龍珠電視動畫。2015年7月5日於日本首播。同名的漫畫在集英社月刊雜誌《V Jump》上，由丰太郎擔任漫畫版在電視動畫開播的一個月後，2015年8月20日發佈漫畫的第一話連載。
七龍珠超電視動畫版第一話在2015年6月14日進行完整的播放測試，2015年7月5日正式播放。

## 概要
七龍珠超的漫畫版與電視動畫皆是根據鳥山明的原案創作。但是漫畫和動畫的方面，回答有些差異。
- 漫畫版根據（漫畫家）豐太郎的說法[3]。
  - 七龍珠超是由鳥山明提出，包含《七龍珠超》的標題和命名也是由鳥山明本人所設計，希望再創作更多引人矚目的《七龍珠》故事。
  - 豐太郎每天六小時睡眠時間，除了用餐、盥洗之外，其餘時間全神貫注在七龍珠超漫畫的創作。因為它是月刊漫畫，所以一個月完成一話進度。
  - 鳥山明提供的故事原案是指「故事的大綱」收到一個很完整的故事大綱，但是沒有人物對話，想盡辦法保留原案的基礎來創作這個故事。
  - 對於漫畫將來會不會接上原作《七龍珠》魔人普烏篇結束的十年後、第518話和第519話的結局，表示將來是會接上的。
  - 七龍珠超的動畫與漫畫是截然不同的創作，無論是故事創作或者劇情方向往往是不同的。東映動畫也試圖用最好的表現方式呈現，但是兩者幾乎沒有直接關係。

- 電視動畫根據（東映動畫）導演地岡公俊、製作人櫻田博之的說法[4]。
  - 東映動畫和集英社共同企劃一段時間，電視動畫的《七龍珠超》是七龍珠系列於1997年完結篇的20年內，在電視螢幕上播映全新的七龍珠節目的製作企劃。
  - 從前置作業的腳本階段算起到電視正式播放的一話，大約六個月的準備時間，其中動畫約四個月準備。
  - 若不算繪製的動畫師、替角色配音的配音員，因為不是一個固定人數，一集下來約動員100人。每個月有23人共同舉行會議。
  - 地岡公俊說「故事原案係故事的簡單摘要、創作想法的文字描述，包含重要的人物對話」來擴展劇情。
  - 有關於將來會不會接上原本《七龍珠Z》或者《七龍珠改》最後第28屆天下第一武道大會的結局，他們表示不知道《七龍珠超》最後會以什麼形式結束，在（東映）動畫工作流程上難以進行，它一直擱置一旁，所以無法回答。
  - 七龍珠超的漫畫及動畫都是基於鳥山明的原案基礎創作出來，但是動畫每個月進行重新腳本的統整。考慮到動畫的故事章節必須每個星期播出一話，不可能和漫畫版比較，所以漫畫及動畫是分開獨自的方式、隨著時間的推移而發展的創作。
  - 東映動畫公司決定續集的關鍵在收視率、相關商品銷量和收到的評價，最後是資金和廣告商。《七龍珠超》在東映動畫屬於《七龍珠》的項目之一，非獨立項目，這個項目裡類似例子是當年的《七龍珠GT》恰好符合製作續集的這些條件得以製播。
  - 雖然《七龍珠》的動畫系列一直都是針對小學生的學齡期兒童為主要受眾對象，但即使在《七龍珠超》也沒有忘記那些年收看它的那些小孩們，從未來特南克斯篇起鳥山明老師設計成年人也可能喜歡的故事，從這裡就是上一代與現代的孩子，兩代的觀眾都能夠快樂地收看的地方。

## 故事情節

### 破壞神比魯斯篇
在魔人普烏一戰四年後，地球上人們對魔人普烏的記憶被消除，孫悟飯與比迪麗已結為夫妻，布瑪在自家舉辦慶祝活動，撒旦先生剛好獲得世界和平大奬並得到一億元的獎金，由於受之有愧，他將獎金轉送給悟空，悟空接受悟天建議收下獎金放下工作前往界王星鍛鍊。同時破壞神比魯斯剛甦醒起來，在各星球尋找美食並執行破壞神的星球破壞工作，界王神們開始留意此事。比魯斯聽說了將弗利沙打倒的賽亞人，因而前往界王星找尋孫悟空。很久沒見到強敵的孫悟空顯得特別興奮，不顧界王的忠告而向比魯斯挑戰，但是在破壞神壓倒性的力量之下兩招秒敗超級賽亞人三的孫悟空。在地球上因比魯斯跟普烏爭布丁，激怒了比魯斯打算要毀滅地球。而孫悟空在神龍的引導下，成功變身「超級賽亞人之神」，並與比魯斯一戰，在大戰後，孫悟空的力量使比魯斯滿意了，也決定不毀滅地球，使世界恢復和平。可參閱《七龍珠Z 神與神》

### 復活的「菲利」篇
在與破壞神比魯斯的戰鬥六個月（漫畫版、電影動畫）之後，地球再度迎來和平，但弗力札軍殘存的索魯貝為了尋找七龍珠而逼近地球。其目的是為了讓軍團再起而令弗力札復活。宇宙史上最邪惡的這一願望終於實現，復活的菲利計劃著向孫悟空這些賽亞人復仇……。可參閱《七龍珠Z 復活的「菲利」》

### 第六宇宙篇
第七宇宙破壞神比魯斯和第六宇宙破壞神象帕私自在宇宙舉辦武鬥大會，雙方選出各自宇宙的五位強力戰士進行對決，勝利的一方將獲得第七宇宙地球的所有權，以及擁有「超級龍珠」的使用權，最後大會以第七宇宙的選手勝利宣告結束。
此時全王突然到場了，全王提起「下回把全部宇宙的選手都聚集起來，來辦一個比賽試試看哦」。孫悟空聽到這話之後變得非常激動，想與全王交談一番，和全王做朋友。比魯斯想阻止孫悟空的行為，但全王並不介意，而且很欣賞孫悟空，口頭確定將在近期進行新的比賽。

### “未来”特南克斯篇
未來特南克斯雖然消滅了殘害人類的人造人和阻止魔人普烏的復活，但沒想到又有謎之敵人出來襲擊本來已經快要消耗殆盡的人類們，所以未來世界慘況幾乎是沒有什麼改變，而這名謎之敵人的面貌與孫悟空相似，而未來布瑪等人稱之為黑悟空。經過一年的努力與犧牲，布瑪成功收集到單程時光機車票，並表示或許有方法回來，但沒多久卻被黑悟空所殺，而未來小舞也因掩護特南克斯逃走而被黑悟空重傷。而特南克斯順利回到過去後與孫悟空、比魯斯等人開始調查犯人，此時賢者祖諾突然緊急通知界王神才瞭解到前因後果。
原來這個謎之敵人是扎馬斯，他原本是第十宇宙的北界王，因界王神戈瓦斯賞識扎瑪斯的實力和正義感，於是扎瑪斯成為戈瓦斯的弟子，雖然扎瑪斯正義感很強但是他非常痛恨人類，甚至有將人類殺害的念頭。某次扎瑪斯從辛恩界王神得知孫悟空這號人物後於是先跑到賢者祖諾那裏用威脅的手段得知龍珠與孫悟空的相關訊息，隨後殺了自己的師傅戈瓦斯後再利用超級龍珠奪走悟空的身體並成為黑悟空（孫悟空本人隨後被換身體後的扎瑪斯殺掉），然後才利用時空戒指來到未來特南克斯的平行時空，目睹到未來辛恩界王神在阻止魔人普烏復活一戰中不幸過世，由於界王神與破壞神是配套的存在，未來辛恩界王神一死則未來比魯斯也跟著死亡，而黑悟空也順勢將未來特南克斯世界其他宇宙的界王神全部殺害，導致其餘宇宙的破壞神跟著死亡。即使未來特南克斯能變身成為超級賽亞人2且能量能與超級賽亞人3的孫悟空抗衡也依然不敵黑悟空，必須以超級賽亞人之神才能與黑悟空對抗。
比魯斯得知犯人真面目後前往第十宇宙破壞扎瑪斯，而特南克斯、悟空與貝吉達前往未來對抗黑悟空，並用仙豆治癒了未來小舞。貝吉達變身超級賽亞人2和超級賽亞人藍也能輕鬆打敗只能變身成為普通的超級賽亞人黑悟空，沒想到黑悟空即將要被貝吉達解決時未來扎瑪斯突然出現並治愈了黑悟空，原來黑悟空和未來扎馬斯聯手，黑悟空原本是扎瑪斯奪取孫悟空的身體後使用賽亞人瀕死復原後能實力大增的特質，再加上未來扎馬斯原本是界王神的弟子擁有復活之力，使得黑悟空也突破超級賽亞人之神，取名為超級賽亞人玫瑰，也得知未來扎馬斯利用超級龍珠將自己變成不死身，而超級龍珠在未來扎瑪斯許完願後被毀。悟空等人不敵後，未來特南克斯和未來小舞掩護他們回到過去修煉，使用時空戒指來到未來的戈瓦斯和辛恩界王神也隨後趕來將未來特南克斯和小舞帶走。得知前因後果的戈瓦斯發現扎瑪斯與黑悟空在殘害地球人後打算說服走向歧路的黑悟空，但是反過來被黑悟空刺殺，幸好孫悟空和貝吉達及時趕到並帶來仙豆才保住性命。悟空使用先前向龜仙人學來的魔封波要封印扎馬斯，可是卻帶錯封條而失敗了，貝吉達則是超級賽亞人之神與超級賽亞人藍切換輕鬆擊敗黑悟空，在激戰時黑悟空與扎馬斯使用波特拉耳環合體，悟空和貝吉達也只好使用合體進行激戰，因雙方都不是正式界王神的情況下所以波特拉效果只有一個小時的時限，狀況優勢時雙方突然解除合體，最後特南克斯將他打敗。正當眾人以為扎馬斯和黑悟空等人已死時，黑悟空和扎馬斯突然變成合體扎馬斯，因為黑悟空和扎馬斯原本是同一人，在合體時細胞已經融為一體，甚至分裂多個合體扎馬斯。孫悟空去未來前曾經被全王招見，原因是全王想孫悟空當朋友，孫悟空則表示他會帶比他更適合當朋友的人來，全王給了孫悟空一個呼叫器並表示他隨時可以來，孫悟空想起來這件事後就拿起呼叫器呼叫出未來的全王，這個未來的全王到場後看到滿目瘡痍的未來和一大群合體扎瑪斯後也一口氣將未來的時空全數毀滅掉，孫悟空等人趕緊搭上時光機回到原來的時空（因界王神不得使用時光機於是兩個界王神使用時之戒指回到過去），世界又恢復了和平，而孫悟空和未來特南克斯又回到未來將未來全王帶回過去給現代全王當朋友，實現他與全王的約定。之後未來特南克斯和未來小舞（在破壞神的允許下）也與眾人道別去另外一個平行的未來世界。
動畫版：特南克斯成功回到過去後與孫悟空等人了解前因後果，雖然孫悟空以超級賽亞人3與超級賽亞人2的特南克斯切磋，但隨後黑悟空也因此追過來，與孫悟空對打以後突然又被吸回未來。隨後比魯斯等人前往第十宇宙去尋找犯人時孫悟空也跟著過去，並與界王神戈瓦斯的弟子見習界王神扎瑪斯切磋，扎瑪斯落敗後開始對孫悟空耿耿於懷。先來到祖諾得知龍珠訊息後再殺了自己的師傅戈瓦斯，再用超級龍珠與孫悟空的身體對換，然後立刻趕往地球將不知所措的孫悟空、琪琪、孫悟天殺害，隨後就前往未來特南克斯的平行時空開始實行他的人類O計畫。孫悟空、貝吉達、未來特南克斯前往未來與黑悟空對決，但黑悟空越戰越強且直接突破超級賽亞人之神覺醒成超級賽亞人玫瑰，而未來的扎瑪斯突然出現則加入戰局，孫悟空等人不幸落敗隨即回到過去重新修煉，孫悟空學會了魔封波，但是卻忘記帶到封條，貝吉達則修練更強大的超級賽亞人藍與黑悟空對決，但沒想到黑悟空越戰越強，且再次讓孫悟空和貝吉達陷入苦戰，隨後雙方都用波特拉合體激戰，但孫悟空和貝吉達突然提前解體又讓形勢扭轉。隨後未來特南克斯將合體扎瑪斯一刀兩斷，但隨後天空出現許多的扎瑪斯的臉並將全宇宙的人類消滅，悟空拿起呼叫器呼叫出未來的全王，這個未來的全王到場後也一口氣將未來的時空全數毀滅掉，悟空等人趕緊搭上時光機回到原來的時空，世界又恢復了和平，之後未來特南克斯和未來小舞也與眾人道別。

### 力量大會篇
在第六宇宙篇的結尾時，全王曾經提出把全部宇宙的選手都聚集起來辦一個力之大會的提議。孫悟空為了讓全王實現這個諾言而不顧比魯斯與維斯的警告去會見全王，於是大神官招喚全部宇宙的界王神和破壞神前來，其中還包含第11宇宙傲兵隊隊長同時也是破壞神候補塔破。在提出破壞神決鬥和觀看孫悟空和塔破的對決後還是提議舉辦了比賽，因全王本意就有讓平均水準低於七的宇宙消失，除了第一、第五、第八、第十二宇宙高於7免參加以外，其餘宇宙如果輸了這場比賽，所在的整個宇宙將會被全王毀滅。但是如果贏得了這場比賽，就可以獲得超級龍珠向超級神龍許願的資格，同時所屬宇宙也可以不必被免除。孫悟空感覺事態嚴重於是邀請地球上的武術高手們參加比賽，成員有孫悟空與孫悟飯父子、達爾（原本布瑪即將臨盆不打算去）、天津飯、克林、比克、龜仙人、人造人17號, 18號以及和普烏先生。但是普烏先生因為正在休眠，所以孫悟空決定把普烏先生的名額讓給地獄裡的弗力札，這幾名來自地球和地獄的武術高手，代表整個第七宇宙參加這次的力量大賽。經過一輪激戰後，第九、十、二、六、四、三宇宙按次序消滅 （漫畫消滅次序為九、四、三、二、十、六），而17號與吉連對戰時突然自爆。由於時間限制，悟空和弗力札和第十一宇宙的最強戰士-吉連一起同歸於盡掉落場外，愕然發現原本自爆的17號突然冒出來，原來17與弗力札號合謀，因為17號與18號本身就沒有氣於是詐死，孫悟空等人並不知情。第十一宇宙最後也被消滅，並由17號獲得超級龍珠並許願恢復所有被消滅的宇宙。第七宇宙水平也從倒數第二升格為倒數第三。

### 布羅利篇
在力量大會結束之後，十二個宇宙恢復了和平，此時復活的弗力札掀起了新的事件...。參閱《七龍珠超 布羅利》

### 銀河巡警囚犯篇 （魔羅篇）
在第七宇宙的地球，孫悟空和貝吉達兩人一如往常的正在練功，突然傳來撒旦家出現不明的團體的消息，他們想把正在睡覺的普烏先生抬走。孫悟空聽到後和貝吉達趕到撒旦家，沒想到孫悟空與貝吉達被團體的麻醉槍擊中昏了過去，原來這個團體的身份是銀河巡警的精英成員。聽說有個兇惡的犯人從監獄中逃獄了，為了抓捕這個犯人，需要某個人的力量，那就是沉睡在普烏先生體內的大界王神大人。第一次迎擊魔羅時，三人被魔羅吸收氣的能力給擊倒，被新納美克星的人救下來。第二次攻擊魔羅時，在即將擊倒之際，魔羅的爪牙召喚了那美克星的龍神並許願讓魔羅恢復成全盛期並釋放所有宇宙監牢的囚犯。為了擊敗魔羅，悟空學會了無我極境並獲得了神之力，貝吉塔向亞徳特拉星人學會了把氣分出去的能力，而普烏體內的大界王神覺醒並找到持有神之力的壞普烏的轉世，三人合力在維斯的提點之下擊敗了和地球融合的魔羅。

### 倖存者葛拉諾拉篇
悟空在上一篇故事成功擊敗了莫洛，但是被莫洛吸收的赛本斯利卻逃過死劫，其創造主把赛本斯利回收並治療。但在返回母星的旅途上太空般卻被神秘獎金獵人「葛拉諾拉」襲擊並奪走。葛拉諾拉是來自西利亞爾星的狙擊民族西利亞爾人，以前的故鄉被弗利沙帶領的賽亞人滅族，葛拉諾拉是唯一的西利亞爾族倖存者，他與同樣在西利亞爾星倖存者之一的納美克星人莫奈特相依為命，但葛拉諾拉一直對弗利沙當年的事懷恨在心。當他帶著賽本斯利向西塔一族的首領艾列克交差完得知弗利沙復活後，葛拉諾拉便回到西里亞爾星與莫奈特商量並打算用龍珠來復仇，莫奈特不同意復仇一事並警告葛拉諾拉如果使用強大的力量會招來其他新的敵人，但是葛拉諾拉不理會他的警告，然後偷偷使用龍珠許願以自身150年壽命的代價獲得宇宙第一的力量，壽命剩三年的他時日無多，於是跑去艾列克的據點打聽弗利沙的相關訊息。
另一方面，艾列克此時透過賽本斯利的記憶得知龍珠的相關訊息，同時得知葛拉諾拉使用龍珠成為宇宙第一，而西塔一族打算殺害弗力扎並接管弗利沙軍，艾列克怕葛拉諾拉殺了弗利沙會影響計劃，加上他亦有打算除掉葛拉諾拉的念頭，於是派遣馬姬等人到祖諾打聽與孫悟空等人和龍珠的相關訊息，事後再誘騙葛拉諾拉、孫悟空和貝吉達等人打算讓他們自相殘殺，而自己跑去收集龍珠。
戰鬥過程中孫悟空與貝吉達已經察覺到他們與葛拉諾拉雙方其實是被馬姬等人利用，而他們兩個賽亞人也是弗利沙的受害者之一，再加上他們知道葛拉諾拉其實不是壞人所以打算休戰與葛拉諾拉解釋來龍去脈，但是葛拉諾拉早已被復仇心給矇蔽不聽勸。經過一番格鬥後，孫悟空被擊敗，貝吉塔領悟破壞神之力後得到新型態：我行我素心法（唯我極境），與同樣覺醒的葛拉諾拉不分軒輊。葛拉諾拉和貝吉達打算同歸於盡之時，莫奈特突然出現制止葛拉諾拉，並開始說明西利亞爾星被滅族的真正原因。
４０年前弗利沙軍團和賽亞人進攻西利亞爾星，西利亞爾星人和那美克星人大多都被滅族，當時孫悟空的父親巴達克發現倖存的葛拉諾拉與其母親妙姿莉，隨即想起自己的妻子與剛出生的孫悟空而一時心軟救下他們，然後瞞著其他人帶著妙姿莉母子到那美克星倖存者莫奈特的居所，並要他們好好的活下去。不巧的是艾列克等人突然來到西利亞爾星，巴達克、莫奈特等人偷聽西塔一族的對話，得知西利亞爾被進攻的幕後主使就是艾列克，他們一直以來都尋找有人居住的星球然後委託弗利沙等人來將原住民殺害，之後再高價賣給居無定所的異星人，而弗利沙也只得到十分之一的分紅，他們打算培養自己的勢力並打算反叛弗利沙。原本昏迷中且不知情的葛拉諾拉甦醒後看到巴達克後不小心叫出聲來，同時也被西塔一行人聽到呼喊聲，隨後巴達克等人的行蹤被西塔一族發現。巴達克本來想蒙騙西塔一族，但妙姿莉突然被艾列克槍殺，巴達克趁機帶著莫奈特和葛拉諾拉逃離現場，艾列克知道自己計劃被偷聽後派他的弟弟賈斯去將巴達克等人滅口，於是巴達克掩護莫奈特逃離與賈斯搏鬥，經過一番苦戰且戰勝了對方，艾列克趕到將賈斯帶走並射傷了巴達克，艾列克以為對方已死便離開去與弗利沙談判，等巴達克恢復行動能力後也離開了西利亞爾星。莫奈特擔心葛拉諾拉知道真相後會去找艾列克復仇一直沒告知真相，幾年後艾列克再次出現在莫奈特的面前，威脅莫奈特讓葛拉洛拉為其辦事，同時不准將當年的事透露，否則就將他們殺害，莫奈特想保葛拉諾拉的性命只好無奈的接受。
回到現在，艾列克趁悟空等人對決時偷偷收集好龍珠並許願讓賈斯成為宇宙第一，而馬姬等人帶著賈斯來到孫悟空等人面前來將他們滅口。但賈斯的實力遠遠超過葛拉諾拉，即使貝吉達餵葛拉諾拉吃仙豆依然被擊敗，隨後艾列克突然到訪且重傷了葛拉諾拉，貝吉達將自己的能量分給悟空讓他與賈斯對決，發現葛拉諾拉還活著後悟空使計將賈斯帶離西利亞爾星，讓莫奈特有時間替葛拉諾拉治療，然後自己再使用瞬間移動快速回到希利亞爾星。由於賈斯覺醒後也能使用瞬間移動，卻沒有像孫悟空那樣熟練使用，所以用極快的速度飛回希利亞爾星，但因孫悟空的拖延所以僅有短短的二十分鐘，而眾人回到莫奈特的家時，莫奈特也將巴達克留下的史考特拿出來，並播放史考特的語音檔瞭解當年的前因後果。
賈斯飛回到西利亞爾星與剛復原的孫悟空和貝吉達搏鬥，隨後傷癒的葛拉諾拉也加入戰局，经过一番激战后，賈斯越戰愈強，但老化的速度越來越快，原因是艾列克用龍珠許願讓賈斯以耗盡生命的代價成為宇宙第一，看不下去的瑪姬等人制止艾列克，但喪心病狂的艾列克卻要賈斯繼續奮鬥到生命耗盡。沒多久经过强化後的弗利沙突然从天而降，先揭穿艾列克是引他過來趁機殺他的，並表示他早就在40年前洞察到艾列克的野心，故意不殺他只是放任他為其所用，隨後将贾斯以及艾雷克击杀后又展現新型態黑弗利沙，打了孫悟空、贝吉塔两人一顿后將瑪姬和歐伊爾帶離西利亞爾星。隨後维斯到达将悟空、贝吉達两人带回破坏神行星。临别前，葛拉諾拉與孫悟空和貝吉達兩人化敵為友，並表示不想再復仇與兩人約定有天會戰勝他們，莫奈特則将巴达克的史考特交還给悟空，貝吉達把馬姬掉落的龍珠雷達給葛拉諾拉收集龍珠讓他放心將被破壞的西利亞爾星恢復原狀。

### 超級英雄篇
在孫悟空與貝吉塔在比魯斯星修行的同時，孫悟天和特南克斯已成為高中生，兩人也像孫悟飯一樣沉迷於英雄遊戲，天天裝扮成英雄賽亞超人X1、X2在鎮上行俠仗義，順勢請皮拉夫幫忙製作變身手錶。某天他們就讀的高中傳來有人見過幽靈和殭屍的傳聞，於是特南克斯的同學組隊打算去鬧鬼的山莊探險，特南克斯怕鬼不敢參加，而他正打算邀請寄住在膠囊公司的小舞去看電影，但皮拉夫等人表示他們要緊急維修大量被損壞的助手機器人所以小舞沒辦法接受邀約，而這些損壞的助手機器人是刻意被別人操控過的，特南克斯為了要與小舞約會則拉攏孫悟天前往調查，他化身成為賽亞超人X1打敗了這些殭屍並救了前來探險的同學，但也損壞不少被操控的助手機器人，讓皮拉夫等人的工作量大增，而特南克斯與小舞的約會也泡湯了。回去前他們碰上克林，身為警察的克林表示停屍間的屍體全部被偷走，加上附近有殭屍和幽靈的傳言於是前來調查。
實際上這些殭屍全部都是海德博士改造的人造人，海德博士是蓋洛博士的孫子，他也同樣崇拜超級英雄，於是偷取屍體來改造成人造人，讓他們工作來賺取研究資金來研發強大的人造人來當超級英雄，但是他有重要的東西（與扮演超級英雄的演員合照與簽名）與蓋洛博士以前研究賽魯的資料放在一起，而這資料剛好被特南克斯拿走了，於是他派遣其他的人造人潛入特蘭克斯等人的學校並打算取回照片。在布瑪的安排下小舞同樣與孫悟天和特南克斯就讀同所學校，實際上是監視特南克斯就學狀況，小舞發覺到他們最近被別人監視，於是夥同孫悟天、克林打算在最近即將舉辦的舞會捕捉海德博士，但還是讓海德跑回研究室。最後孫悟天、特南克斯、克林聯合將海德博士等人擊敗，而海德博士被逮捕前也順利取回照片。最終海德博士僅因偷屍體被判三個月有期徒刑，而孫悟天與特南克斯英雄行動隨後也被發現而被禁足半年。接續參閱《七龍珠超 超級英雄》。
紅領巾軍瓦解以及終極賽魯消滅數天後，紅領巾軍殘黨卡邁因因未被逮捕而逃脫，其後見到賽亞超人X1、X2（特南克斯和孫悟天）打擊犯罪之後想借助他們的力量來消滅孫悟飯。卡邁因將孫悟飯逼出來之後，孫悟飯看見卡邁因誤以為他又是來綁架小潘，使而憤怒變身野獸型態，正在比魯斯星的孫悟空感應到強大氣息而使用瞬間移動趕過來，孫悟空想跟悟飯較量於是把特南克斯、孫悟飯兄弟以及卡邁因都帶往比魯斯的星球上。悟空想見識悟飯的全新型態來場「最強父子對決」。同時悟飯的教導成功讓布羅利擁有自己的超級賽亞人形態，然而卻演變成孫悟空三父子、貝吉達父子與布羅利的大混戰，隨後孫悟空用瞬間移動將眾人送回地球的比克家，察覺到比克實力大增後的孫悟空想與比克較量，但是比克以要接小潘放學為由拒絕，而貝吉達和比克一聽到孫悟空對比克要接小潘一時感到不明所以將孫悟空大罵一頓，並懲罰他必須跟著悟飯與比克一起去。同時放出來的卡邁因他們看見此行只好打消征服世界的念頭，往後一心一意投入到藥品開發中去了。

## 漫畫版
2015年8月号在V Jump開始連載。故事的原案是鳥山明，作畫由雜誌連環漫畫《龍珠英雄 Victory Mission》和電影「七龍珠Z 復活的「F」」漫畫版的丰太郎擔當。單行本方面，已於2016年4月4日發行第一卷。另外鸟山明与丰太郎把「第6宇宙 vs 第7宇宙篇」重命名为「第六宇宙篇」，「宇宙生存篇」重命名为「力量大會篇」。目前漫畫版的进度比動畫版快。另外為了趕上動畫的進度，自第9話起頁數大多都在39頁左右。第21話起增加到45頁。漫畫版也跳过「布羅利篇」的剧情并立刻开始「銀河囚犯篇」。目前由于鸟山明逝世和系列的版权问题而长期休载中。

### 話數列表
| 卷數 | 副標題                                    | 各話標題                           | 篇名                 |
| ---- | ----------------------------------------- | ---------------------------------- | -------------------- |
| 1    | 第6宇宙的戰士們                           | （破壞神的預知夢）                 | （破壞神比魯斯篇）   |
| 1    | 第6宇宙的戰士們                           | （悟空的敗北）                     | （破壞神比魯斯篇）   |
| 1    | 第6宇宙的戰士們                           | （比魯斯之怒）                     | （破壞神比魯斯篇）   |
| 1    | 第6宇宙的戰士們                           | （神與神）                         | （破壞神比魯斯篇）   |
| 1    | 第6宇宙的戰士們                           | （比魯斯與象帕）                   | （第六宇宙篇）       |
| 1    | 第6宇宙的戰士們                           | （大會的準備）                     | （第六宇宙篇）       |
| 1    | 第6宇宙的戰士們                           | （第6宇宙的戰士們）                | （第六宇宙篇）       |
| 1    | 第6宇宙的戰士們                           | （比賽開始！）                     | （第六宇宙篇）       |
| 1    | 第6宇宙的戰士們                           | （悟空VS波塔莫）                   | （第六宇宙篇）       |
| 2    | 得勝宇宙，終於決定！                      | （弗洛斯特的真面目）               | （第六宇宙篇）       |
| 2    | 得勝宇宙，終於決定！                      | （貝吉達登場!!）                   | （第六宇宙篇）       |
| 2    | 得勝宇宙，終於決定！                      | （賽亞人的驕傲）                   | （第六宇宙篇）       |
| 2    | 得勝宇宙，終於決定！                      | （得勝宇宙，終於決定！）           | （第六宇宙篇）       |
| 2    | 得勝宇宙，終於決定！                      | （來自未來的SOS）                  | （"未來"特蘭克斯篇） |
| 2    | 得勝宇宙，終於決定！                      | （HOPE！再次來訪）                 | （"未來"特蘭克斯篇） |
| 3    | 人類歸零計畫                              | （"未來"特南克斯的過去）           | （"未來"特蘭克斯篇） |
| 3    | 人類歸零計畫                              | （次期第10宇宙界王神候選人扎馬斯） | （"未來"特蘭克斯篇） |
| 3    | 人類歸零計畫                              | （黑悟空的真面目）                 | （"未來"特蘭克斯篇） |
| 3    | 人類歸零計畫                              | （另一個扎馬斯）                   | （"未來"特蘭克斯篇） |
| 3    | 人類歸零計畫                              | （人類歸零計畫）                   | （"未來"特蘭克斯篇） |
| 4    | HOPEへのラストチャンス 通向HOPE的最終機會 | （通向HOPE的最終機會）             | （"未來"特蘭克斯篇） |
| 4    | HOPEへのラストチャンス 通向HOPE的最終機會 | （扎馬斯的最終手段）               | （"未來"特蘭克斯篇） |
| 4    | HOPEへのラストチャンス 通向HOPE的最終機會 | （波塔拉的真正價值）               | （"未來"特蘭克斯篇） |
| 4    | HOPEへのラストチャンス 通向HOPE的最終機會 | （孫悟空的進化）                   | （"未來"特蘭克斯篇） |
| 5    | 決戰！再會了特南克斯                      | （悟空贏!?還是扎馬斯!?）           | （"未來"特蘭克斯篇） |
| 5    | 決戰！再會了特南克斯                      | （決戰！再會了特南克斯）           | （"未來"特蘭克斯篇） |
| 5    | 決戰！再會了特南克斯                      | （修行與日常，然後...）            | （力量大會篇）       |
| 5    | 決戰！再會了特南克斯                      | （第12宇宙的破壞神）               | （力量大會篇）       |
| 6    | 聚集吧超戰士們！                          | （第11宇宙破壞神後補托波）         | （力量大會篇）       |
| 6    | 聚集吧超戰士們！                          | （那個叫吉連的男人）               | （力量大會篇）       |
| 6    | 聚集吧超戰士們！                          | （聚集吧超戰士們！）               | （力量大會篇）       |
| 6    | 聚集吧超戰士們！                          | （聚集吧超戰士們！2）              | （力量大會篇）       |
| 7    | 宇宙生存戰！力之大會開始！                | （宇宙生存戰！力之大會開始！）     | （力量大會篇）       |
| 7    | 宇宙生存戰！力之大會開始！                | （第一個被消滅的宇宙）             | （力量大會篇）       |
| 7    | 宇宙生存戰！力之大會開始！                | （希特vs吉連）                     | （力量大會篇）       |
| 7    | 宇宙生存戰！力之大會開始！                | （充滿個性的選手們）               | （力量大會篇）       |
| 8    | 孫悟空覺醒的「徵兆」                      | （覺醒·超級賽亞人愷兒）            | （力量大會篇）       |
| 8    | 孫悟空覺醒的「徵兆」                      | （第6宇宙的最終手段）              | （力量大會篇）       |
| 8    | 孫悟空覺醒的「徵兆」                      | （孫悟空覺醒的「徵兆」）           | （力量大會篇）       |
| 8    | 孫悟空覺醒的「徵兆」                      | （吉連vs第7宇宙）                  | （力量大會篇）       |
| 9    | 勝負與結局                                | （意從身先心法）                   | （力量大會篇）       |
| 9    | 勝負與結局                                | （勝負與結局）                     | （力量大會篇）       |
| 9    | 勝負與結局                                | （銀河巡警囚犯篇）                 |                      |
| 9    | 勝負與結局                                | （加入銀河巡警）                   |                      |
| 9    | 勝負與結局                                | （逃獄犯莫洛）                     |                      |
| 10   | 莫洛的願望                                | （莫洛的魔力）                     |                      |
| 10   | 莫洛的願望                                | （衰竭的納美克星）                 |                      |
| 10   | 莫洛的願望                                | （被奪的龍珠）                     |                      |
| 10   | 莫洛的願望                                | （莫洛的願望）                     |                      |
| 11   | 大脫逃                                    | （宇宙空間戰）                     |                      |
| 11   | 大脫逃                                    | （大脫逃）                         |                      |
| 11   | 大脫逃                                    | （各自的行動）                     |                      |
| 11   | 大脫逃                                    | （悟空與貝吉達的修煉）             |                      |
| 12   | 梅爾斯的身分                              | （薩岡博銀河強盜團）               |                      |
| 12   | 梅爾斯的身分                              | （悟飯vs73）                       |                      |
| 12   | 梅爾斯的身分                              | （梅爾斯的身分）                   |                      |
| 12   | 梅爾斯的身分                              | （地球戰士集結）                   |                      |
| 13   | 各自的戰鬥                                | （各自的戰鬥）                     |                      |
| 13   | 各自的戰鬥                                | （孫悟空抵達）                     |                      |
| 13   | 各自的戰鬥                                | （發動！意從身先心法「兆」）       |                      |
| 13   | 各自的戰鬥                                | （梅爾斯的誤算）                   |                      |
| 14   | 銀河巡警孫悟空                            | （新生貝吉達）                     |                      |
| 14   | 銀河巡警孫悟空                            | （窮途末路）                       |                      |
| 14   | 銀河巡警孫悟空                            | （梅爾斯的覺悟）                   |                      |
| 14   | 銀河巡警孫悟空                            | （銀河巡警孫悟空）                 |                      |
| 15   | 噬星者莫洛                                | （地球人 孫悟空）                  |                      |
| 15   | 噬星者莫洛                                | （噬星者莫洛）                     |                      |
| 15   | 噬星者莫洛                                | （大團圓之後...）                  |                      |
| 15   | 噬星者莫洛                                | （倖存者葛拉諾拉篇）               |                      |
| 15   | 噬星者莫洛                                | （倖存者葛拉諾拉）                 |                      |
| 16   | 宇宙一の戦士 （宇宙第一的戰士）           | （西里爾星的變遷）                 |                      |
| 16   | 宇宙一の戦士 （宇宙第一的戰士）           | （宇宙第一的戰士）                 |                      |
| 16   | 宇宙一の戦士 （宇宙第一的戰士）           | （西塔的計劃）                     |                      |
| 16   | 宇宙一の戦士 （宇宙第一的戰士）           | （撒亞人與西里爾星人）             |                      |
| 17   | 破壊神の力 （破壞神之力）                 | （悟空VS葛拉諾拉）                 |                      |
| 17   | 破壊神の力 （破壞神之力）                 | （比達VS葛拉諾拉）                 |                      |
| 17   | 破壊神の力 （破壞神之力）                 | （破壞神之力）                     |                      |
| 17   | 破壊神の力 （破壞神之力）                 | （撒亞人的宿命）                   |                      |
| 18   | 悟空の父 バーダック （悟空的父親 巴達古） | （悟空的父親 巴達古）              |                      |
| 18   | 悟空の父 バーダック （悟空的父親 巴達古） | （賈斯的願望）                     |                      |
| 18   | 悟空の父 バーダック （悟空的父親 巴達古） | （賈斯VS葛拉諾拉）                 |                      |
| 18   | 悟空の父 バーダック （悟空的父親 巴達古） | （賈斯VS葛拉諾拉2）                |                      |
| 19   | 民族的驕傲                                | （悟空的纠葛）                     |                      |
| 19   | 民族的驕傲                                | （巴達古VS賈斯）                   |                      |
| 19   | 民族的驕傲                                | （巴達古VS賈斯2）                  |                      |
| 19   | 民族的驕傲                                | （民族的驕傲）                     |                      |
| 20   | （全力戰）                                | （各自的答案）                     |                      |
| 20   | （全力戰）                                | （全力戰）                         |                      |
| 20   | （全力戰）                                | （宇宙第一戰士 發現）              |                      |
| 20   | （全力戰）                                | （超級英雄誕生）                   | （超級英雄編）       |
| 21   | （對決Dr.海德）                           | （勁敵出現）                       | （超級英雄編）       |
| 21   | （對決Dr.海德）                           | （勁敵出現）                       | （超級英雄編）       |
| 21   | （對決Dr.海德）                           | （復活紅帶軍）                     | （超級英雄編）       |
| 21   | （對決Dr.海德）                           | （新的人造人）                     | （超級英雄編）       |
| 22   | （最強的師徒）                            | （阿包誘拐作戰）                   | （超級英雄編）       |
| 22   | （最強的師徒）                            | （覺醒吧！孫悟飯）                 | （超級英雄編）       |
| 22   | （最強的師徒）                            | （最強的師徒）                     | （超級英雄編）       |
| 22   | （最強的師徒）                            | （撒亞超人參戰）                   | （超級英雄編）       |
| 23   | 超覚醒！孫悟飯                            | [ 6 ]                              | （超級英雄編）       |
| 23   | 超覚醒！孫悟飯                            | [ 6 ]                              | （超級英雄編）       |
| 23   | 超覚醒！孫悟飯                            | [ 6 ]                              | （超級英雄編）       |
| 23   | 超覚醒！孫悟飯                            | [ 6 ]                              | （超級英雄編）       |

## 電視動畫

### 作品解說
2015年4月28日舉行的《復活的「F」》的發表會，發表電視系列製作的消息。電視節目《七龍珠超》的第1話預演是緊隨《七龍珠改》第164話之後，2015年6月14日進行播放測試。第二天2015年6月15日《七龍珠超》的宣傳海報被刊登在東映動畫官方網站上節目是從2015年7月5日開始，每個星期日上午九點在富士電視台正式播放。
前作《改》是除了片頭曲和片尾曲部分以及副標題之外，內容是《Z》中使用的影像做的修復版。這次《七龍珠》的電視系列將成為首次全篇用數碼製作的電視動畫，也是原作者鳥山明在劇場版動畫作品《神與神》和《復活的「F」》後,首次擔任電視動畫系列的故事和人物原案。
電視動畫的七龍珠超故事包含《神與神》、《復活的「F」》。其原因有兩種。
1. 2017年東映動畫七龍珠超的導演[4][14]「因為破壞神比魯斯和维斯這兩個角色在七龍珠超的故事來說，他們扮演一個非常重要的地位。這也是鳥山明提出來的想法，最初想法是利用破壞神、黃金弗利沙的這兩個事件來構成和延伸七龍珠超的其他後續故事。但是一部電影的腳本被壓縮成兩個小時的限制，如果以電視節目規格就可以利用約半年的時間在17集中放映。在這種情況下，我們對電影中無法呈現的其他腳本進行詳細演出。」
  1. 該主題是談論七龍珠超和其它的七龍珠。
2. 2019年巴哈姆特的七龍珠粉絲[15]「"神與神"跟"復活F"為什麼要特地放進超的TV動畫裡? 就是納入正史。」
  1. 該主題是在談論克維拉、七龍珠GT是否為正史（Official History），及七龍珠GT的故事，東映動畫公司將來有無資格與本節目的故事相銜接。

本作的故事，根據原作者鳥山明所說「從魔人布歐篇結束開始」在原作（以及改編的《Z》《改》）的最終決戰，描繪孫悟空與魔人布歐的戰鬥結束世界恢復和平後的故事。在原作的“魔人布歐篇”布歐被擊敗和10年中間的空白時期從孫悟飯和薇黛兒結婚的時候開始。
鳥山親自進行故事原案的內容如下。
- 劇場版二部動畫《神與神》和《復活的「F」》為原作，各細節分別再以原本劇場版一分鐘左右的內容，製播一集的電視系列動畫：“破壞神比魯斯篇[19]”和“復活的弗利沙篇[20]”。
- 以“超（スーパー）七龍珠”為賭注，描繪與第六宇宙的破壞神選拔的格鬥比賽的“破壞神象帕篇[21]”。
- 描繪未來特南克斯的世界中出現的新的威脅·「BLACK」和「扎馬斯」的戰鬥的“「未來」特南克斯篇”[22]。
- 八個宇宙的代表戰士賭上自己的宇宙存亡戰鬥的「力量大會」描繪的“宇宙生存篇”。

另外，在上述長篇故事的中間加入噱頭角色很强的一集小插曲。第69集中，與本作同樣是出自鳥山明原作的漫畫《IQ博士》登場人物也出演了。
鳥山明的故事原案，是以文章形式送交給製作職員。編劇家將鳥山創作的故事原案擴展到電視系列動畫中，將每一話的內容逐一匯總「未來」特南克斯篇是鳥山明從編輯部的提案中得到靈感建構的故事。以那個故事原案為基礎，劇本家們完成了電視系列動畫片用的劇本。在該系列開播時，鳥山自身還沒有準備好，他評述說“就讓我們一起心跳加速吧（笑）”。
「宇宙生存篇」的主要故事和人物也以鳥山的原案為基礎，由動畫製作人員進行製作，「宇宙生存篇」的次要人物則是豐太郎擔任人物原案協力。第131話由系列導演中村亮太花了三個月左右的時間完成分鏡。曾擔任過系列導演的長峯達也收到公司的通知中途退出電視動畫《七龍珠超》，專心致志地擔任劇場版動畫《七龍珠超 布羅利》的導演。公司規定3500~4000張的動畫張數製作一集電視動畫，但是最終話卻使用了兩倍左右的張數，直接關係到製作費用，所以導演中村亮太被公司訓斥。
2017年11月4日西班牙的對談中，東映動畫的製作人向大家預告《七龍珠超》會持續到明年三月，但是具體日期沒有確定。2018年1月19日東映動畫發布《七龍珠超》將從2018年4月1日起停播、更換為《鬼太郎》，《七龍珠超》將於2018年3月25日結束的消息。互聯網上許多論壇討論中的影迷，談論對即將失去最喜愛節目系列的事情感到震驚，與感謝製作公司讓人們在長大後有機會再次看到《七龍珠》新內容登上電視螢幕；《七龍珠超》的第130話和第131話在拉丁美洲、墨西哥、薩爾瓦多、玻利維亞、厄瓜多和尼加拉瓜透過網路直播在公共場所免費播放包括在墨西哥和其他拉丁美洲國家/地區的體育館都吸引了成千上萬的人前來觀賞。地方政府收到來自日本東映動畫和メキシコ日本国大使館發起的致函，出於著作版權的因素，東映動畫不同意進行廣播。墨西哥華雷斯城的市長Héctor Armando Cabada Alvídrez「Crunchyroll在嘗試與東映動畫溝通後獲得播放許可。」。

### 主題曲
| 類別   | 歌曲                                       | 填詞                   | 作曲                    | 編曲                     | 主唱                                   |
| ------ | ------------------------------------------ | ---------------------- | ----------------------- | ------------------------ | -------------------------------------- |
| 片頭曲 | 「超絕☆活力!（超絶☆ダイナミック!）」（第1話－第76話）        | 森雪之丞               | 吉井和哉                | 吉井和哉                 | 吉井和哉                               |
| 片頭曲 | 「極限突破×倖存者（限界突破×サバイバー）」（第77話－第131話） | 森雪之丞               | 岩崎貴文                | 岩崎貴文                 | 冰川清志                               |
| 片尾曲 | 「Hello Hello Hello（ハローハローハロー）」（第1话－第12話） | 金廣真悟               | 金廣真悟                | グッドモーニングアメリカ | グッドモーニングアメリカ               |
| 片尾曲 | 「Starring Star（）」（第13話－第25话）    | 桜花爛漫               | 桜花爛漫                | 桜花爛漫                 | KEYTALK                                |
| 片尾曲 | 「薄紅」（第26话－第36话）                 |                        | LACCO TOWER（TRIAD / ） | LACCO TOWER（TRIAD / ）  | LACCO TOWER（TRIAD / ）                |
| 片尾曲 | 「Forever Dreaming」（第37话－第49话）     | 武井優心               | 武井優心                | Czecho No Republic       | Czecho No Republic                     |
| 片尾曲 | 「Yoka-Yoka Dance（よかよかダンス）」（第50话－第59話）  | 小野武正               | 小野武正                | NARASAKI                 | Batten Showjotai                       |
| 片尾曲 | 「」（第60话－第72话）                     | （）                   | （）                    | （）                     | （）                                   |
| 片尾曲 | 「」（第73话－第83话）                     | 加藤ひさし             | 加藤ひさし              | THE COLLECTORS           | THE COLLECTORS（日本哥倫比亞唱片公司） |
| 片尾曲 | 「Boogie Back」（第84话－第96话）          | 井上実優、             | 西尾芳彦、              |                          | 井上実優（JVCケンウッド・ビクターエンタテインメント）                           |
| 片尾曲 | 「」（第97话－第108話）                    |                        | 亀田誠治                | LACCO TOWER（TRIAD / ）  | LACCO TOWER（TRIAD / ）                |
| 片尾曲 | 「」（第109话－第121话）                   | KAZUOMI、N∀OKI、NOBUYA | KAZUOMI                 | KAZUOMI                  | ROTTENGRAFFTY（JVCケンウッド・ビクターエンタテインメント）                      |
| 片尾曲 | 「LAGRIMA」（第122話－第131話）            | Hidenori Tanaka        | Keita Kawaguchi         | Keita Kawaguchi          | OnePixcel（TRIAD / ）                  |
| 插入曲 | 「」（第69话）                             | 河岸亚砂               | 菊池俊輔                | 高岛明彦                 | 水森亚土、                             |
| 插入曲 | 「」（第110、116、131话）                  | 森雪之丞               | ZENTA                   | 、ZENTA                  | 串田晃                                 |

### 各話列表
★原創劇情

第109與110集為海外版標題，日版將第109與110集合併，標題為
| 話數                 | 日文標題       | 中文標題                                      | 香港標題                                             | 劇本           | 分鏡                       | 演出                | 作畫監督                   | 總作畫監督          | 美術                |
| 破壞神比魯斯篇       | 破壞神比魯斯篇 | 破壞神比魯斯篇                                | 破壞神比魯斯篇                                       | 破壞神比魯斯篇 | 破壞神比魯斯篇             | 破壞神比魯斯篇      | 破壞神比魯斯篇             | 破壞神比魯斯篇      | 破壞神比魯斯篇      |
| -------------------- | -------------- | --------------------------------------------- | ---------------------------------------------------- | -------------- | -------------------------- | ------------------- | -------------------------- | ------------------- | ------------------- |
| 1                    |                | 和平的報酬 1億元將落入誰手!?                  | 和平的報酬 一億索尼獎金花落誰家                      | 福嶋幸典       | 小川孝治                   | 小川孝治            | 北野幸廣                   | 井手武生            | 行信三              |
| 2                    |                | 約定的度假!達爾的家族旅行!?                   | 前往說好的度假區 比達要去家族旅行                    |                | 志田直俊                   | 三上雅人            | 石川                       | 辻美也子            | 佐藤美幸            |
| 3                    |                | 夢的延續在哪裏!?尋找超級賽亞人之神!           | 夢境的延續通往哪裡 尋找超級撒亞神的蹤跡吧            | 吉高壽男       | 佐藤雅教                   | 佐藤雅教            | 八島善孝                   | 井手武生            | 杦浦正一郎 齊藤信二 |
| 4                    |                | 目標龍珠!比拉夫一夥的大作戰!                  | 目標是龍珠 畢拉夫跟同伴的大作戰                      | 小山真         | 八島善孝                   | 中村亮太            | 苫政三                     | 辻美也子            | 鹿野良行            |
| 5                    |                | 界王星決戰! 悟空VS破壞神比魯斯                | 界王星的決戰 悟空對戰破壞神比路斯                    | 福嶋幸典       | 志水淳兒                   | 岩井隆央            | 舘直樹                     | 井手武生            | 李凡善              |
| 6                    |                | 不要激怒破壞神! 心驚膽戰的生日派對            | 別擾亂破壞神重視的生日派對                           |                | 畑野森生                   | 畑野森生            | 岡辰也 眞部周一郎 丸山大勝 | 辻美也子            | 西田渚              |
| 7                    |                | 竟然冒犯我的布爾瑪! 比達憤怒的極限突破!?      | 竟敢冒犯我的莊子 比達憤怒的突然變異                  | 吉高壽男       | 志田直俊                   | 三上雅人            | 北野幸廣                   | 井手武生            | 杦浦正一郎 齊藤信二 |
| 8                    |                | 悟空參見! 比魯斯大人給的最後機會!?            | 悟空駕到 比路斯大人給予的最後機會                    | 吉高壽男       | 小川孝治                   | 羽多野浩平          | 加野晃 島貫正弘            | 辻美也子            | 鹿野良行            |
| 9                    |                | 比魯斯大人久等了 超級賽亞人之神終於誕生!      | 比路斯大人久等了 超級撒亞神終於誕生                  | 吉高壽男       | 小村敏明                   | 佐藤雅教            | 八島善孝                   | 井手武生            | 李凡善              |
| 10                   |                | 出招吧悟空! 超級賽亞人之神的力量!!            | 悟空展示一下吧 超級撒亞神的力量                      | 小山真         | 八島善孝                   | 宍戸望              | 石川                       | 辻美也子            | 佐藤美幸            |
| 11                   |                | 繼續吧比魯斯大人! 神與神的對決!               | 繼續吧，比路斯大人/神與神的對決                      |                | 志田直俊                   | 岩井隆央            | 舘直樹                     | 井手武生            | 杦浦正一郎 齊藤信二 |
| 12                   |                | 宇宙會破碎!? 激戰!破壞神VS超級賽亞人之神      | 破壞神VS/超級撒亞神的激烈戰鬥                        | 小村敏明       | 三上雅人                   | 島貫正弘            | 辻美也子                   | 鹿野良行            |                     |
| 13                   |                | 悟空啊，超越超級賽亞人之神吧                  | 悟空 超越超級撒亞神吧                                | 山室直儀       | 佐藤雅教                   | 北野幸廣 山室直儀   | 山室直儀                   | 李凡善              |                     |
| 14                   |                | 這就是我全部的力量! 決勝!神與神               | 屬於我自己百分百的強大力量/神與神的終極一戰          | 畑野森生       | 畑野森生                   | 眞部周一郎 小山和弘 | 辻美也子                   | 行信三              |                     |
| 15                   |                | 勇者撒旦阿 快召喚奇蹟! 宇宙來的挑戰書!★       | 勇士撒旦創造奇蹟吧/來自宇宙的挑戰書                  | 福嶋幸典       | 八島善孝                   | 廣嶋秀樹            | 八島善孝                   | 井手武生            | 杦浦正一郎 齊藤信二 |
| 16                   |                | 達爾拜師!? 攻略維斯!★                         | 比達要拜師學藝 先收服維斯吧                          | 福嶋幸典       | 中島太貫                   | 三上雅人            | 井關一                     | 辻美也子            | 鹿野良行            |
| 17                   |                | 小潘誕生! 悟空展開修行之旅!?★                       | 阿包出生/悟空要展開修煉之旅                          | 福嶋幸典       | 佐藤雅教                   | 佐藤雅教            | 石川 木下由衣              | 井手武生            | 李凡善              |
| 18                   |                | 我也來囉! 在比魯斯星的修行開始了!★              | 我也來了/在比路斯星展開修練                          | 福嶋幸典       | 志田直俊                   | 岩井隆央            | 舘直樹                     | 辻美也子            | 西田渚              |
| 弗力札復活篇         |                |                                               |                                                      |                |                            |                     |                            |                     |                     |
| 19                   |                | 絕望降臨! 邪惡帝王弗力札复活!                 | 絕望再次降臨/邪惡帝王菲利復活                        | 小山真         | 羽多野浩平                 | 羽多野浩平          | 北野幸廣                   | 井手武生            | 杦浦正一郎 齊藤信二 |
| 20                   |                | 來自加克的警告! 弗力札與千人軍來襲                | 來自積哥的嚴正警告/菲利甦醒 千萬士兵跟隨腳步一同來襲 | 吉高壽男       | 吉田丈司                   | 廣嶋秀樹            | 島貫正弘                   | 辻美也子            | 鹿野良行            |
| 21                   |                | 復仇的開始! 弗力札軍惡意襲擊悟飯!             | 復仇行動正式開始/菲利軍團對悟飯瘋狂的惡意攻擊        |                | 八島善孝                   | 佐藤雅教            | 眞部周一郎 小山和弘 岡辰也 | 井手武生            | 李凡善              |
| 22                   |                | 換身! 沒想到會復活! 其名為基紐!               | 變身 超乎意料的復活/名字是傑紐                       | 福嶋幸典       | 志田直俊                   | 岩井隆央            | 八島善孝                   | 辻美也子            | 行信三              |
| 23                   |                | 地球阿! 悟飯阿! 命懸一線! 快回來孫悟空!!      | 地球和悟飯危在旦夕/快點來吧 孫悟空                   | 小山真         | 貝沢幸男                   | 中尾幸彥            | 石川 木下由衣              | 井手武生            | 杦浦正一郎          |
| 24                   |                | 激烈衝突! 弗力札VS孫悟空 這就是我修行的成果!    | 激戰 菲利對孫悟空/這就是我修煉的成果                 | 吉高壽男       | 小村敏明 今村隆寬          | 廣嶋秀樹            | 北野幸廣 加野晃            | 辻美也子            | 鹿野良行            |
| 25                   |                | 全力戰鬥! 復仇的黃金弗力札                    | 全力戰鬥 報仇的黃金菲利                              | 吉高壽男       | 佐藤雅教                   | 佐藤雅教            | 島貫正弘 成松義人 田之上慎 | 井手武生            | 李凡善              |
| 26                   |                | 在大危機中發現勝機!孙悟空开始反击!            | 在危急關頭看到致勝機會/孫悟空開始反擊                | 小山真         | 伊藤尚往                   | 羽多野浩平          | 舘直樹                     | 辻美也子            | 西田渚              |
| 27                   |                | 地球爆炸!? 決勝的龜派氣功                     | 地球會爆炸/結束對決的龜波氣功                        | 福嶋幸典       | 角銅博之                   | 岩井隆央            | 眞部周一郎 小山和弘 岡辰也 | 井手武生            | 杦浦正一郎 齊藤信二 |
| 第6宇宙 vs 第7宇宙篇 |                |                                               |                                                      |                |                            |                     |                            |                     |                     |
| 28                   |                | 第6宇宙的破坏神 他的名字叫做象帕              | 第六宇宙的破壞神/他名叫尚帕                          |                | 八島善孝                   | 中尾幸彦            | 八島善孝                   | 辻美也子            | 鹿野良行            |
| 29                   |                | 格鬥比賽決定舉辦! 主將是比悟空還強的傢伙      | 決定舉辦格鬥比賽/主將是比悟空更強的高手              | 貝澤幸男       | 廣嶋秀樹                   | 石川 北野幸廣       | 井手武生                   | 李凡善              |                     |
| 30                   |                | 格鬥比賽前的回顧 剩下的兩人會是誰!?           | 為了第六宇宙格鬥賽而修煉/餘下的兩名選手到底會是誰    | 福嶋幸典       | 今村隆寛                   | 今村隆寛            | 島貫正弘                   | 辻美也子            | 行信三              |
| 31                   |                | 前往祖諾大人那裏! 問出超級龍珠的下落!         | 前往朱諾大人那裡/向朱諾大人問出超級龍珠的下落        |                | 角銅博之                   | 中村亮太            | 唐澤雄一                   | 井手武生            | 佐藤美幸            |
| 32                   |                | 比賽開始了!大家趕赴「無名星」!                | 比賽開始了/一起趕去無名星球                          | 佐藤雅教       | 佐藤雅教                   | 館直樹 加野晃 篁馨  | 辻美也子                   | 杦浦正一郎 齊藤信二 |                     |
| 33                   |                | 第6宇宙感到惊讶!这是超级赛亚人・孙悟空!       | 驚訝吧 第六宇宙/這個就是超級撒亞人孫悟空             | 八島善孝       | 廣嶋秀樹                   | 苫政三 北野幸廣     | 井手武生                   | 鹿野良行            |                     |
| 34                   |                | 比克VS弗罗斯特 全靠魔贯光杀炮啦!!             | 魔童對菲洛/全靠魔貫光殺炮                            | 角銅博之       | 岩井隆央                   | 八島善孝            | 辻美也子                   | 李凡善              |                     |
| 35                   |                | 將憤怒轉化為力量! 達爾的全力戰鬥              | 將憤怒轉化為力量/比達的全力戰鬥                      | 貝澤幸男       | 唐澤和也                   | 石川 篁馨           | 井手武生                   | 西田渚              |                     |
| 36                   |                | 意外的大苦戰! 達爾憤怒的大爆發!               | 意料之外的苦戰/比達內心強大怒氣的終極大爆發          | 小山真         | 角銅博之                   | 竹下健一            | 島貫正弘                   | 辻美也子            | 杦浦正一郎 齊藤信二 |
| 37                   |                | 別忘了賽亞人的驕傲! 達爾VS第6宇宙的賽亞人     | 別忘記撒亞人的驕傲/比達跟第六宇宙的撒亞人對戰        | 吉高壽男       | 貝澤幸男                   | 岩井隆央            | 唐澤雄一 金水湖            | 井手武生            | 鹿野良行            |
| 38                   |                | 第6宇宙最强的战士!暗杀者希特参见!!            | 第六宇宙最強的戰士/殺手希特出場                      | 吉高壽男       | 羽多野浩平                 | 羽多野浩平          | 舘直樹 木下由衣 楠木智子   | 辻美也子            | 李凡善              |
| 39                   |                | 經過成長的“閃時”反擊! 會使出嗎!?悟空的新招式! | 進步之時間跳躍進行反擊/悟空會有新招式嗎              |                | 中村亮太                   | 中村亮太            | 北野幸廣 真部周一郎        | 井手武生            | 佐藤美幸            |
| 40                   |                | 終於決出勝負! 勝者是比魯斯?還是象帕?          | 終於分出勝負 勝利者會是比路斯還是尚帕                | 佐藤雅教       | 佐藤雅教                   | 八島善孝            | 辻美也子                   | 杦浦正一郎 齊藤信二 |                     |
| 41                   |                | 出來吧神之龍 行行好實現我們的願望吧!          | 出來吧 神龍/然後幫忙完成我的願望                     | 角銅博之       | 廣嶋秀樹                   | 石川 苫政三         | 井手武生                   | 鹿野良行            |                     |
| 42                   |                | 混亂的慶功宴! 終於對決!?莫納卡VS孫悟空★       | 混亂的慶功宴/終於對決了 摩納卡對孫悟空               | 吉高壽男       | 八島善孝                   | 竹下健一            | 島貫正弘 篁馨              | 辻美也子            | 李凡善              |
| 43                   |                | 悟空的氣無法控制!? 照顧小潘的千辛萬苦★            | 悟空無法控制氣/照顧阿包真的很辛苦                    |                | 今村隆寛                   | 今村隆寛            | 松坂定俊 大西陽一          | 井手武生            | 行信三 佐藤美幸     |
| 44                   |                | 波特夫星的封印 被解放的「超人水」的秘密!★     | 波特夫星的封印/被解放的超人水之秘密                  | 福嶋幸典       | 唐澤和也                   | 唐澤和也            | 唐澤雄一 木下由衣 楠木智子 | 辻美也子            | 杦浦正一郎 齊藤信二 |
| 45                   |                | 達爾消失!? 複製達爾的威脅!★                   | 比達要消失了/複製比達的威脅                          | 福嶋幸典       | 貝澤幸男                   | 小野步              | 李周鉉 北野幸廣            | 井手武生            | 鹿野良行            |
| 46                   |                | 悟空VS複製達爾! 勝利者會是誰!?★               | 悟空對戰複製比達/勝利者會是誰                        | 福嶋幸典       | 佐藤雅教                   | 佐藤雅教            | 八島善孝                   | 辻美也子            | 李凡善              |
| 「未來」特南克斯篇   |                |                                               |                                                      |                |                            |                     |                            |                     |                     |
| 47                   |                | 來自未來的SOS! 黑色的新敵人出現!!             | 來自未來的SOS/黑色的新敵人出現                       | 富岡淳廣       | 角銅博之                   | 羽多野浩平          | 舘直樹 石川                | 井手武生            | 佐藤美幸            |
| 48                   |                | HOPE!!再來 在現在醒來的特南克斯               | 希望 再次/在現在醒來的杜拉格斯                       | 富岡淳廣       | 中村亮太                   | 中村亮太            | 直井正博 島貫正弘          | 辻美也子            | 杦浦正一郎 齊藤信二 |
| 49                   |                | 來自未來的留言 黑悟空襲來!                    | 來自未來的留言/悟空Black來襲                         | 富岡淳廣       | 貝澤幸男                   | 廣嶋秀樹            | 大西陽一 苫政三            | 井手武生            | 鹿野良行            |
| 50                   |                | 悟空VS黑! 通往未來的道路被封閉                | 悟空對戰悟空Black/通往未來的道路被封閉               | 富岡淳廣       | 竹下健一                   | 竹下健一            | 唐澤雄一 篁馨 信實節子     | 辻美也子            | 李凡善              |
| 51                   |                | 超越時空的思念 特南克斯和小舞                 | 超越時空的思念/杜拉格斯和梅思                        | 富岡淳廣       | 今村隆寛                   | 今村隆寛            | 北野幸廣 木下由衣 楠木智子 | 井手武生            | 佐藤美幸            |
| 52                   |                | 師徒再會 孫悟飯與“未來”特南克斯               | 師徒再會/孫悟飯與未來杜拉格斯                        | 福嶋幸典       | 唐澤和也                   | 唐澤和也            | 八島善孝                   | 辻美也子            | 杦浦正一郎 齊藤信二 |
| 53                   |                | BLACK的真面目曝光! 前往第十宇宙的界王神界!    | 揭開悟空Black的真面目/前往第10宇宙的界王神界         | 吉高壽男       | 貝澤幸男                   | 廣嶋秀樹            | 石川 李周鉉                | 井手武生            | 鹿野良行            |
| 54                   |                | 賽亞人的血之繼承者 特南克斯的決意             | 撒亞人的後代/杜拉格斯的決心                          |                | 佐藤雅教                   | 佐藤雅教            | 島貫正弘                   | 辻美也子            | 李凡善              |
| 55                   |                | 想見孫悟空 來自全王大人的召喚!                | 想見孫悟空/來自全王大人的召喚                        | 富岡淳廣       | 祝浩司                     | 岩井隆央            | 苫政三 篁馨                | 井手武生            | 佐藤美幸            |
| 56                   |                | 再戰黑悟空! 超級賽亞人玫瑰登場!!              | 再戰悟空Black/超級撒亞人玫紅登場                     |                | 羽多野浩平                 | 羽多野浩平          | 館直樹 真部周一郎          | 辻美也子            | 杦浦正一郎 齊藤信二 |
| 57                   |                | 擁有不死之身的神 扎馬斯降臨                   | 擁有不死之身的神/扎馬斯降臨                          | 吉高壽男       | 中村亮太                   | 中村亮太            | 北野幸廣 唐澤雄一          | 井手武生            | 鹿野良行            |
| 58                   |                | 扎馬斯與黑 深藏在兩人中的謎團!                | 扎馬斯跟悟空Black/兩個人的謎團                       | 冨岡淳広       | 貝澤幸男                   | 廣嶋秀樹            | 八島善孝                   | 辻美也子            | 李凡善              |
| 59                   |                | 守護界王神格瓦斯 破壞扎馬斯吧!                | 守護界王神葛華/破壞扎馬斯吧                          | 福嶋幸典       | 唐澤和也                   | 唐澤和也            | 石川                       | 井手武生            | 佐藤美幸            |
| 60                   |                | 再次去未來 黑悟空的真面目揭曉!!               | 再次前往未來/揭開悟空Black的真面目                   | 富岡淳廣       | 今村隆寬                   | 今村隆寬            | 大野勉 木下由衣            | 辻美也子            | 杦浦正一郎 齊藤信二 |
| 61                   |                | 扎馬斯的野心 道出恐怖的「人類0計畫」          | 扎馬斯的野心/說出恐怖的零人類計劃                    | 富岡淳廣       | 大塚健                     | 岩井隆央            | 島貫正弘 篁馨              | 井手武生            | 鹿野良行            |
| 62                   |                | 世界由我來守護! 特南克斯憤怒的超能量炸裂!!    | 就讓我守護世界吧/杜拉格斯大發雷霆 燃燒超級能量       | 福嶋幸典       | 佐藤雅教                   | 佐藤雅教            | 北野幸廣 梨澤孝司          | 辻美也子            | 李凡善              |
| 63                   |                | 別玷汙賽亞人的細胞! 達爾的壯絕戰鬥開演!!      | 別侮辱撒亞人的細胞/比達的激烈一戰即將上映            | 吉高壽男       | 唐澤和也                   | 唐澤和也            | 八島善孝 真部周一郎        | 井手武生            | 行信三              |
| 64                   |                | 崇拜吧! 讚揚吧! 合體扎馬斯爆誕!!              | 崇拜吧 讚頌吧/合體扎馬斯誕生                         |                | 羽多野 浩平                | 川崎泓二            | 八島善孝 板井寬幸          | 井手武生            | 杦浦正一郎 齊藤信二 |
| 65                   |                | 最後的審判!? 絕對神的究極之力                 | 迎來最後審判/屬於絕對之神的終極力量                  | 富岡淳廣       | 中村亮太                   | 中村亮太            | 舘直樹 石川                | 井手武生            | 鹿野良行            |
| 66                   |                | 決戰! 頑強的戰士們併發出奇蹟之力              | 決戰！永不放棄的戰士 奇蹟的力量                      | 富岡淳廣       | 畑野森生                   | 畑野森生            | 島貫正弘 唐澤雄一          | 辻美也子            | 李凡善              |
| 67                   |                | 胸懷新的HOPE!! 再見了特南克斯                 | 懷抱新的希望/再見了 杜拉格斯                         | 富岡淳廣       | 越多由美                   | 岩井隆央            | 北野幸廣 板井寬幸          | 井手武生            | 佐藤美幸            |
| 68                   |                | 出來吧神龍! 誰的願望能實現!?★                 | 出來吧 神龍/誰的願望可以實現                         | 福嶋幸典       | 羽多野浩平                 | 佐藤雅教            | 大野勉 木下由衣            | 辻美也子            | 杦浦正一郎 齊藤信二 |
| 69                   |                | 悟空VS阿拉蕾! 千奇百怪的戰鬥即將毀滅地球!?★         | 悟空對小雲/千奇百怪的戰鬥將地球毀滅                  |                | 羽多野浩平                 | 廣嶋秀樹            | 梨澤孝司 眞部周一郎 篁馨   | 井手武生            | 鹿野良行            |
| 70                   |                | 來自象帕的挑戰書! 這次用棒球決勝負!!★         | 來自尚帕的挑戰/這次用棒球決勝負                      | 吉高寿男       | 唐澤和也                   | 唐澤和也            | 八島善孝                   | 辻美也子            | 李凡善              |
| 71                   |                | 悟空死了! 絕對執行的暗殺任務★                 | 悟空死亡/絕對執行的暗殺任務                          | 吉高寿男       | 山元清里 唐澤和也 角銅博之 | 川崎弘二            | 石川 島貫正弘              | 井手武生            | 佐藤美幸            |
| 72                   |                | 能反擊嗎!? 看不見的殺招!!★                    | 可以反擊嗎/看不到的必殺技                            | 吉高寿男       | 今村隆寛                   | 今村隆寛            | 唐澤雄一 舘直樹            | 辻美也子            | 杦浦正一郎 斉藤信二 |
| 73                   |                | 悟飯的災難!? 賽亞超人拍成電影了!?★            | 悟飯的災難/偉大的撒亞幪面超人 居然要電影化           |                | 岩井隆央                   | 岩井隆央            | 板井寛幸                   | 井手武生            | 鹿野良行            |
| 74                   |                | 為了心愛的人! 不屈的賽亞超人!!★               | 為了心愛的人/不屈的撒亞幪面超人                      | 佐藤雅教       | 佐藤雅教                   | 大野勉 北野幸広     | 辻美也子                   | 李凡善              |                     |
| 75                   |                | 悟空和克林 前往昔日修練之地★                    | 悟空跟無限/前往昔日修煉之地                          | 冨岡淳広       | 中村亮太                   | 中村亮太            | 梨澤孝司 眞部周一郎        | 井手武生            | 佐藤美幸            |
| 76                   |                | 打倒強敵! 克林再燃鬥志!★                      | 擊敗強敵/無限再燃鬥志                                | 冨岡淳広       | 羽多野浩平                 | 広嶋秀樹            | 島貫正弘 板井寛幸          | 辻美也子            | 杦浦正一郎 斉藤信二 |
| 宇宙生存篇           |                |                                               |                                                      |                |                            |                     |                            |                     |                     |
| 77                   |                | 舉辦吧全王大人! 宇宙第一武道會!!              | 舉辦吧 全王大人/宇宙第一武道會                       | 冨岡淳広       | 唐澤和也                   | 唐澤和也            | 八島善孝                   | 井手武生            | 鹿野良行            |
| 78                   |                | 全宇宙的神都驚呆了!? 輸了就消滅的「力之大會」 | 令全宇宙的神震驚/輸了就被消滅的力之大會              | 冨岡淳広       | 越智一裕                   | 今村隆寛            | 北野幸広 石川              | 辻美也子            | 李凡善              |
| 79                   |                | 第9宇宙踢腿功巴茲爾VS第7宇宙魔人普烏!!        | 第九宇宙踢腿功巴茲/對第七宇宙魔人布歐                | 冨岡淳広       | 唐澤和也 山元清里          | 青山弘 山口暁生     | 大野勉 澤木己登里 舘直樹   | 井手武生            | 行信三              |
| 80                   |                | 喚醒沉睡的鬥志! 孫悟飯的戰鬥!!                | 喚醒沉睡的鬥志/孫悟飯的戰鬥                          | 冨岡淳広       | 羽多野浩平                 | 羽多野浩平          | 木下由衣 眞部周一郎        | 辻美也子            | 杦浦正一郎 斉藤信二 |
| 81                   |                | 粉碎功貝爾蓋莫VS孫悟空! 哪一方的能力將無限增強!?  | 粉碎功彼加蒙對決悟空/哪一方的能力會無限增強          | 冨岡淳広       | 佐藤雅教                   | 佐藤雅教            | 島貫正弘                   | 井手武生            | 鹿野良行            |
| 82                   |                | 絕不原諒孫悟空! 正義的戰士托破亂入!!          | 絕不原諒孫悟空/正義的戰士托波亂入                    | 吉高寿男       | 越智一裕                   | 小野渉              | 仁井宏隆 板井寛幸 北野幸広 | 井手武生            | 李凡善              |
| 83                   |                | 集結第七宇宙代表隊! 最強的10人是誰!?          | 集結第七宇宙代表隊/最強的10人將會是誰                | 福嶋幸典       | 山元清里 角銅博之          | 広嶋秀樹            | 梨澤孝司                   | 井手武生            | 西田渚              |
| 84                   |                | 星探孫悟空 邀請克林與18號                     | 星探孫悟空/邀請無限和18號                            |                | 唐澤和也                   | 唐澤和也            | 八島善孝                   | 辻美也子            | 杦浦正一郎 斉藤信二 |
| 85                   |                | 宇宙開始行動 各自有所圖謀                     | 宇宙開始行動/各自有所圖謀                            | 冨岡淳広       |                            | 今村隆寛            | 大野勉 石川                | 井手武生            | 鹿野良行            |
| 86                   |                | 初次交鋒的拳頭! 人造人17號VS孫悟空!!          | 初次交鋒的拳頭/人造人17號對孫悟空                    | 吉高寿男       | 山元清里                   | 岩井隆央            | 館直樹                     | 辻美也子            | 李凡善              |
| 87                   |                | 秘密盜獵團! 悟空與17號並肩戰鬥!!              | 秘密星際盜獵團/悟空與17號並肩上陣                    | 吉高寿男       |                            | 山口暁生            | 眞部周一郎 北野幸広        | 井手武生            | 行信三              |
| 88                   |                | 悟飯與比克 師徒激戰的極限修行                   | 悟飯跟魔童/師徒激戰的極限修行                        | 吉高寿男       | 佐藤雅教                   | 佐藤雅教            | 楠木智子 木下由衣 板井寛幸 | 辻美也子            | 杦浦正一郎 斉藤信二 |
| 89                   |                | 迷之美女現身! 天津流道場的怪物!?              | 謎之美女現身/天津流道場的怪物                        | 福嶋幸典       | 越智一裕                   | 広嶋秀樹            | 仁井宏隆 梨澤孝司          | 井手武生            | 鹿野良行            |
| 90                   |                | 看清要超越的屏障吧! 悟空VS悟飯                | 先看清楚要超越的牆壁吧/悟空對悟飯                    |                | 村野佑太                   | 間島崇寛 羽多野浩平 | 山崎秀樹 島貫正弘          | 辻美也子            | 李凡善              |
| 91                   |                | 存活的宇宙會是誰!? 陸續聚集的最強戰士們!!     | 哪個宇宙可以繼續存在/陸續出現的最強戰士              | 吉高寿男       | 唐澤和也                   | 唐澤和也            | 八島善孝                   | 井手武生            | 西田渚              |
| 92                   |                | 緊急事態發生! 10個戰士無法到齊!!              | 緊急事態發生/10個戰士無法到齊                        | 冨岡淳広       | 虎田功                     | 岩井隆央            | 石川                       | 辻美也子            | 杦浦正一郎 斉藤信二 |
| 93                   |                | 第10位戰士就是你! 悟空去找弗力札!!            | 第10位戰士就是你/悟空去找菲利                        | 福嶋幸典       |                            | 今村隆寛            | 大野勉 眞部周一郎          | 井手武生            | 鹿野良行            |
| 94                   |                | 惡之帝王復活! 前來迎接的謎之刺客們!?          | 惡之帝王復活/前來迎接的謎之刺客                      | 吉高寿男       | 三塚雅人                   | 三塚雅人            | 唐澤雄一                   | 辻美也子            | 李凡善              |
| 95                   |                | 最凶!最惡!弗力札大暴走!!                      | 最兇 最惡/菲利大暴走                                 |                | 志田直俊                   | 山口暁生 長峯達也   | 田中千皓 館直樹            | 井手武生            | 行信三              |
| 96                   |                | 時間到了!宇宙的命運走向無之界!!               | 時間到了/宇宙的命運走向無之界                        | 山口宏         | 佐藤雅教                   | 佐藤雅教            | 板井寛幸                   | 辻美也子            | 杦浦正一郎 斉藤信二 |
| 97                   |                | 活下來!《力之大會》終於開幕!!                 | 生存下去吧/力之大會終於開幕                          | 冨岡淳広       | 山元清里                   | 広嶋秀樹            | 北野幸広 仁井宏隆          | 井手武生            | 鹿野良行 井上慎太郎 |
| 98                   |                | 如此無常! 絕望的宇宙!!                        | 如此無常 絕望的宇宙                                  | 福嶋幸典       | 岩井隆央                   | 所俊克              | 皇馨 島貫正弘              | 辻美也子            | 李凡善              |
| 99                   |                | 盡情展現吧! 克林的潛力!                       | 盡情展現吧 無限的潛力                                | 吉高寿男       | 西田正義                   | 今村隆寛            | 石川                       | 井手武生            | 西田渚              |
| 100                  |                | 大暴走! 覺醒暴亂的狂戰士!!                    | 大暴走 覺醒暴亂的狂戰士                              |                | 唐澤和也                   | 唐澤和也            | 八島善孝                   | 辻美也子            | 杦浦正一郎 斉藤信二 |
| 101                  |                | 正義的戰士襲來! 迎戰驕傲戰隊!!                | 正義的戰士襲來/迎戰自尊戰士隊                        | 山口宏         | 羽多野浩平 山元清里        | 園田誠              | 大野勉 眞部周一郎          | 井手武生            | 鹿野良行 井上慎太郎 |
| 102                  |                | 愛的力量大爆發!? 第2宇宙的魔女戰士!!          | 愛的力量大爆發/第二宇宙的魔女戰士                    | 冨岡淳広       | 三塚雅人                   | 三塚雅人            | 梨澤孝司 大西陽一          | 辻美也子            | 李凡善              |
| 103                  |                | 悟飯必須冷酷! 與第十宇宙的決戰!!              | 悟飯必須冷酷/與第10宇宙的決戰                        | 福嶋幸典       | 広嶋秀樹                   |                     | 生田目康裕 舘直樹          | 井手武生            | 西田渚              |
| 104                  |                | 超光速戰鬥爆發! 悟空和希特的共同戰線!!        | 超級光速戰鬥爆發/悟空與希特同一陣線                  | 吉高寿男       | 岩井隆央                   | 西島克彦            | 田中千皓 板井寛幸          | 辻美也子            | 杦浦正一郎 斉藤信二 |
| 105                  |                | 奮戰! 武天老師燃燒生命!!                      | 奮戰/武天老師燃燒生命                                |                | 佐藤雅教                   | 佐藤雅教            | 仁井宏隆                   | 井手武生            | 鹿野良行 井上慎太郎 |
| 106                  |                | 定位敵人! 與隱身狙擊手的殊死搏鬥!!            | 定位敵人/跟隱身狙擊手的殊死搏鬥                      | 山口宏         | 今村隆寛 山元清里          | 今村隆寛            | 唐澤雄一 島貫正弘          | 辻美也子            | 李凡善              |
| 107                  |                | 復仇的「F」! 精心設計的狡猾陷阱!?             | 復仇的F/精心設計的狡猾陷阱                           | 吉高寿男       | 長峯達也                   | 中村亮太            | 石川                       | 井手武生            | 行信三              |
| 108                  |                | 弗力札與弗洛斯特! 交織的惡意!?                | 菲利與菲洛/交織的惡意                                | 福嶋幸典       | 山元清里                   | 広嶋秀樹            | 八島善孝                   | 辻美也子            | 杦浦正一郎 斉藤信二 |
| 109                  |                | 最強之敵向悟空襲來! 使出吧! 必殺的元氣彈!!    | 最強的敵人向悟空襲來/使出必殺的元氣彈                | 山口宏         | 唐澤和也                   | 唐澤和也            | 大野勉 眞部周一郎 大西陽一 | 井手武生            | 鹿野良行 井上慎太郎 |
| 110                  |                | 孫悟空覺醒! 覺醒者的新真髓!!                  | 孫悟空覺醒/覺醒者的自在極意                          | 冨岡淳広       | 三塚雅人                   | 三塚雅人            | 舘直樹 大西陽一            | 辻美也子            | 李凡善              |
| 111                  |                | 異次元的極致戰鬥! 希特VS吉連!!                |                                                      | 冨岡淳広       | 小村敏明                   | 小村敏明            | 田中千皓                   | 井手武生            | 増田竜太郎          |
| 112                  |                | 賽亞人的誓言! 達爾的覺悟!!                    |                                                      | 冨岡淳広       | 志田直俊                   | 岩井隆央            | 梨澤孝司                   | 辻美也子            | 杦浦正一郎 斉藤信二 |
| 113                  |                | 以歡樂的立場! 戰鬥狂賽亞人再赴戰鬥!!          |                                                      | 福嶋幸典       | 田中孝行 八島善孝 唐澤和也 | 広嶋秀樹            | 仁井宏隆 島貫正弘          | 井手武生            | 鹿野良行 井上慎太郎 |
| 114                  |                | 鬼氣迫近! 新超戰士的爆誕!!                    |                                                      | 山口宏         | 佐藤雅教                   | 佐藤雅教            | 高橋優也                   | 辻美也子            | 李凡善              |
| 115                  |                | 悟空VS凱芙拉! 超級賽亞人藍敗北!?              |                                                      | 吉高寿男       | 八島善孝                   | 今村隆寛            | 石川 板井寛幸              | 井手武生            | 行信三              |
| 116                  |                | 逆轉之兆! 無我極境大爆發!!                    |                                                      | 冨岡淳広       | 園田誠                     | 園田誠              | 大西陽一 眞部周一郎        | 辻美也子            | 杦浦正一郎 斉藤信二 |
| 117                  |                | 愛的大決戰! 人造人VS第2宇宙!!                 |                                                      | 福嶋幸典       | 唐澤和也                   | 唐澤和也            | 八島善孝                   | 井手武生            | 鹿野良行 井上慎太郎 |
| 118                  |                | 悲劇加速。 消失的宇宙…!                       |                                                      | 山口宏         | 三塚雅人                   | 三塚雅人            | 舘直樹                     | 辻美也子            | 李凡善              |
| 119                  |                | 無法迴避!?威猛的隱形攻擊!!                    |                                                      | 久尾歩         | 小村敏明                   | 小村敏明            | 大野勉 澤木巳登理 山内尚樹 | 井手武生            | 行信三              |
| 120                  |                | 完美無缺的生存戰略! 第三宇宙威脅的刺客!!      |                                                      | 山下憲一       | 山元清里                   | 広嶋秀樹            | 田中千皓 島貫正弘          | 辻美也子            | 杦浦正一郎 斉藤信二 |
| 121                  |                | 總力戰! 究極的4體合體VS第7宇宙總攻擊!!        |                                                      | 吉高寿男       | 八島善孝                   | 岩井隆央            | 袴田裕二 唐澤雄一          | 井手武生            | 鹿野良行 井上慎太郎 |
| 122                  |                | 賭上自己的驕傲! 達爾向最強發出挑戰!!          |                                                      | 冨岡淳広       | 志田直俊                   | 今村隆寛            | 仁井宏隆 梨澤孝司 高橋優也 | 辻美也子            | 李凡善              |
| 123                  |                | 全身全靈全力解放! 悟空與達爾!!                |                                                      | 冨岡淳広       | 佐藤雅教                   | 佐藤雅教            | 板井寛幸 石川              | 井手武生            | 行信三              |
| 124                  |                | 疾風怒濤的猛襲! 悟飯背水一戰!!                |                                                      | 福嶋幸典       | 山元清里                   | 広嶋秀樹            | 大西陽一                   | 辻美也子            | 杦浦正一郎 斉藤信二 |
| 125                  |                | 威風堂堂! 破壞神托破降臨!!                    |                                                      | 山口宏         | 唐澤和也                   | 唐澤和也            | 八島善孝                   | 井手武生            | 鹿野良行 井上慎太郎 |
| 126                  |                | 連神也超越! 達爾捨身的一擊!!                  |                                                      | 久尾歩         | 八島善孝 山室直儀          | 岩井隆央            | 大野勉                     | 辻美也子            | 李凡善              |
| 127                  |                | 障壁不斷迫近! 將希望寄託於最後的防護罩!!      |                                                      | 山下憲一       | 佐藤雅教 唐澤和也          | 今村隆寛            | 島貫正弘 板井寛幸          | 井手武生            | 行信三              |
| 128                  |                | 崇高的驕傲直到最後! 達爾消散!!                |                                                      | 吉高寿男       | 山室直儀                   | 佐藤雅教            | 石川 袴田裕二              | 辻美也子            | 杦浦正一郎 斉藤信二 |
| 129                  |                | 極限超絕突破! 無我極境的極致!!                |                                                      | 冨岡淳広       | 三塚雅人                   | 三塚雅人            | 仁井宏隆 梨澤孝司 唐澤雄一 | 井手武生            | 鹿野良行 井上慎太郎 |
| 130                  |                | 空前絕後的超決戰!終極求生戰鬥!!               |                                                      | 山口宏         | 中村亮太                   | 中村亮太            | 舘直樹 眞部周一郎          | 辻美也子            | 李凡善              |
| 131                  |                | 奇蹟的決勝!再見了悟空!直到再會的那一天!       |                                                      | 冨岡淳広       | 石谷恵                     | 石谷恵              | 山室直儀                   | 山室直儀            | 行信三              |

### 製作人員[37]

#### 主要製作人員
- 原作・故事原案・人物原案：鳥山明（集英社「JUMP COMICS」刊）
- 企劃：情野誠人（富士電視台）、渡辺和哉（讀賣廣告社）、森下孝三（東映動畫）
- 電視製作人：野崎理（第1話～第53話）→橋爪駿輝（第50話～第131話）（富士電視台）

　　　　　　佐川直子（讀賣廣告社）、木戸睦（第1話～第83話

　　　　　　寺本知資（第26話～第46話）、高見暁（第37話～第131話）

　　　　　　櫻田博之（第77話～第131話）（東映動畫）
- 製作助理：末竹憲（第1話～第108話）→稲垣哲雄（第89話～第131話）・小林克規（第109話～第131話）
- 音楽：住友紀人（日语：住友紀人）
- 美術設定：行信三（日语：行信三）
- 色彩設定：堀田哲平（第1話～第46話）→加藤良高（第47話：第131話）
- 人物設定・作畫監修：山室直儀
- 人物設定原案協力：豐太郎
- 總作畫監督：山室直儀、井手武生、辻美也子
- 系列導演：地岡公俊（第1話～第46話）→畑野森生（第33話～第76話）羽多野浩平（第68話～第76話）

　　　　　　→長峯達也・中村亮太（第77話：第131話）
- 音響監督：本田保則（日语：本田保則）（第1話：第76話）
- 編集：西村英一
- 制作：富士電視台、讀賣廣告社、東映動畫
- 制作協力：東映（第1話～第108話）
- 版權所有：BIRD STUDIO／集英社・富士電視台・東映動畫

#### 製作人員
- 助製片人：出樋昌稔（第1話～第25話）（富士電視台）

　　　　　　　静美保（第1話～第108話）（讀賣廣告社）

　　　　　　　石川啓（第42話～第46話）（東映動畫）
- 劇本編劇：福嶋幸典、山下憲一、山口宏、吉高壽男、キング・リュウ、小山真、等
- 分鏡：八島善孝、山室直儀、志田直俊、貝澤幸男、大塚健、等
- 助導演：広嶋秀樹、佐藤雅教、石谷恵、中村亮太、等
- 作畫監督：館直樹、八島善孝、フランシス・カネダ、ノエル・アンニョヌエボ、梨澤孝司、唐澤雄一、篁馨、等
- OPENING·ENDING 作畫：山室直儀、高橋優也、大塚建、志田直俊、渡邊巧大、等
- 編集助手：向井咲子（第60話～第131話）
- 録音：伊東光晴→新垣未希
- 録音助手：新垣未希→阿部智佳子
- 選曲：佐藤恭野（第77話～第131話）
- 効果：西村睦弘（Fizz Sound Creation→JetSoundEngine）
- 記録：沢井尚子

### 播放電視台
日本
| 富士電視台 星期日 09:00－09:30 節目 | 富士電視台 星期日 09:00－09:30 節目      | 富士電視台 星期日 09:00－09:30 節目 |
| ----------------------------------- | ---------------------------------------- | ----------------------------------- |
|                                     | 七龍珠超 （2015年7月5日－2018年3月25日） |                                     |
| 七龍珠改 魔人布歐篇                 | 鬼太郎 第6作                             |                                     |

台灣
| 民視 星期一至五 17:58－18:28 節目 | 民視 星期一至五 17:58－18:28 節目                      | 民視 星期一至五 17:58－18:28 節目 |
| --------------------------------- | ------------------------------------------------------ | --------------------------------- |
|                                   | 七龍珠超 第1－52話 （2016年7月1日－9月14日）           |                                   |
| 一休和尚                          | 棒球大聯盟 （17:58－18:58）                            |                                   |
| 民視 星期六 18:30－19:30 節目     |                                                        |                                   |
| 王牌投手 振臂高揮                 | 七龍珠超 第53－131話 （2017年10月28日－2018年8月11日） | 我的英雄學院 第1－63集            |

| 東森電影 星期六 19:00－21:00 節目 | 東森電影 星期六 19:00－21:00 節目 | 東森電影 星期六 19:00－21:00 節目 |
| --------------------------------- | --------------------------------- | --------------------------------- |
|                                   | 七龍珠超 （2022年5月8日－）       |                                   |
| 當男人戀愛時                      | —                                 |                                   |

### 藍光／DVD
| 卷數 | 發售日期      | 收錄話           | 規格編號  | 規格編號  |
| 卷數 | 發售日期      | 收錄話           | 藍光      | DVD       |
| ---- | ------------- | ---------------- | --------- | --------- |
| 1    | 2015年12月2日 | 第1話－第12話    | BIXA-9541 | BIBA-9551 |
| 2    | 2016年3月2日  | 第13話－第24話   | BIXA-9542 | BIBA-9552 |
| 3    | 2016年6月2日  | 第25話－第36話   | BIXA-9543 | BIBA-9553 |
| 4    | 2016年10月4日 | 第37話－第48話   | BIXA-9544 | BIBA-9554 |
| 5    | 2017年1月6日  | 第49話－第60話   | BIXA-9545 | BIBA-9555 |
| 6    | 2017年4月4日  | 第61話－第72話   | BIXA-9546 | BIBA-9556 |
| 7    | 2017年8月2日  | 第73話－第84話   | BIXA-9547 | BIBA-9557 |
| 8    | 2017年10月3日 | 第85話－第96話   | BIXA-9548 | BIBA-9558 |
| 9    | 2018年1月6日  | 第97話－第108話  | BIXA-9549 | BIBA-9559 |
| 10   | 2018年4月3日  | 第109話－第120話 | BIXA-9550 | BIBA-9560 |
| 11   | 2018年7月3日  | 第121話－第133話 | BIXA-9551 | BIBA-9561 |

### 争议

#### 作畫崩壞
在第五集中比魯斯的戰鬥過程出現嚴重的畫面崩潰現象。如悟空變身而走樣（容貌扭曲變型），崩壞得慘不忍睹。 
2015年11月23日，擔任作畫監修的山室直儀先生在對第5話由館直樹擔任作畫監督的動畫品質做回應跟解釋「這是一段正在動的連續畫面，有些觀眾會把動畫的中間圖畫截圖發上網，應該看整個動作過程。」
「我們經常被要求在短時間內完成3500張畫，時間很緊迫，最後還要經過檢查。」後來作畫監督的館直樹也將作畫崩壞的鏡頭重新修飾，後續販售的Blu-ray版本及日本海外播映版本皆是修圖後的版本。

#### 收視方面
據日本相關數據顯示，“龍珠超”電視動畫影集在日本地區最高8.4%，最低是3.5%”，第1話~第131話平均收視率是5.6%。

#### 宗教冒犯
本作的宇宙生存篇中，有很多角色造型看似來自各國宗教文明。當中，劇中登場的第十宇宙破壞神拉姆西形似印度教智慧之神—象頭神。因此，2017年2月8日時，遭印度DNA新聞報導嚴厲指責，該報論這種角色設定能說明東映動畫，Funimation，和系列作者們不尊重印度文明，並要求日方趕快把造型更改，否則會惹印度人生氣。

### 評價
《七龍珠》的影迷對《七龍珠超》反應很兩極，《七龍珠超》因為缺乏以往《七龍珠》系列中的血腥與敘事風格，最為重要的象徵性角色悟空不再是童年記憶男子氣概的英雄，最後受到《七龍珠系列》動畫影迷的批評。由於《七龍珠系列》節目是針對孩童，現今的審查制度不允許血腥類的內容在兒童的電視節目中播放。而《七龍珠超》涉及到龟仙人對女性角色多次進行性騷擾收到媒體組織的投訴。
《七龍珠超》第5話的動畫風格相對糟糕因此受到許多影迷嚴厲批評。這些問題直到第24話仍然沒有獲得改善。來自東映動畫的林田師博也出面回應不該誇大其詞。他說「人們基於看起來不是很好的鏡頭而批評整個系列，這段是由新的動畫師繪製。」他接著解釋動畫水準的下降，他認為這是東映動畫公司大幅度縮短動畫師製圖的時間，將時間都挪到動畫後製作業。林田師博希望不管如何外界都應該停止對他的過度批評。
2016年4月17日在『Attack of the Fanboy』的報導說《七龍珠超》第39話可能是該系列迄今為止最好的一話「悟空和希特之間的戰鬥從一開始就是爆炸性地開始」。在「『未來』特南克斯篇」也受到影迷與業界評審的回應。Shawn Saris評述第66話「悟空與黑悟空、札馬斯之間的戰鬥，有幾個段落非常精彩。」但是Anime News Network評論《七龍珠超》是糟糕的故事敘事與低級動畫水準，最後以「無恥的肥皂劇（shameless soap opera）」來描述《七龍珠超》。最後一個篇幅「宇宙生存篇」獲得比前面較好的評價，在2017年11月21日報導中第109話、第110話與第116話被引用節目到目前為止最好的情節。
- 日本的Anikore中滿分為100分。《七龍珠超》累計6314名來自不同的帳戶與IP進行評分最後獲得的總分為58.7分[55]。
- 日本的Sakuhindb上《七龍珠超》最後獲得「劣等（-1.29 pnt）[56]」。
- 美國的IMDb中滿分為10分，《七龍珠超》從原先的2.3的分數，目前因為希望推出續集而提升至8.4的分數[57]。

#### 獎項
2017 Crunchyroll Anime Awards
- 七龍珠超入圍「最佳電視連續劇」

2018 Crunchyroll Anime Awards
- 2019年動畫獎提名，七龍珠超入圍「最佳戰鬥場面：吉連與悟空」
- 2019年動畫獎優勝，七龍珠超被選為「最佳電視連續劇」[60][61]

## 外部連結
- 龍珠超東映動畫（日語）
- 龍珠超 （页面存档备份，存于）富士電視台（日語）